# 1822年8月16日日食
1822年8月16日日食为一次在协调世界时1822年8月16日出現的日全食。該次日食食分為1.0173，食甚維持1分35秒。

## 概述
這次日食的食分是1.0173，全食維持1分35秒。

## 基本參數
- 類型：日全食
- 食甚資料：
  - 日期：1822年8月16日
  - 時間：23時14分34秒
  - 地點：26S 174E
  - 食分：1.0173
  - 日全食持續時間：1分35秒

## 外部連結
- NASA日食專頁（页面存档备份，存于）（英文）